# 香川檀
香川 檀（かがわ まゆみ、1954年1月26日-　）は、美術史学者、翻訳家、武蔵大学教授。

## 人物・来歴
東京生まれ、埼玉育ち。本名・福島麻由美。大学で西洋史を学んだのちロンドン大学ゴールドスミス校（美術史・視覚文化論コース）修士課程修了。ベルリン・フンボルト大学（文化・芸術学）を経て、2002年東京大学総合文化研究科超域文化科学専攻（表象文化論コース）博士後期課程単位取得退学。2004年武蔵大学人文学部教授。2013年「ドイツ現代美術における想起のかたち ナチズム・ホロコーストをめぐる「記憶アート」の技法と歴史意識」で東大学術博士。

## 著書
- 『ダダの性と身体 エルンスト・グロス・ヘーヒ』ブリュッケ 1998
- 『想起のかたち 記憶アートの歴史意識』水声社 2012

### 共編著
- 『ベルリンのモダンガール 一九二〇年代を駆け抜けた女たち』田丸理砂共編 三修社 2004
- 『記憶の網目をたぐる アートとジェンダーをめぐる対話』小勝禮子共著 彩樹社 2007
- 『人形の文化史 ヨーロッパの諸相から』編 踊共二,嶋内博愛,小山ブリジット,西村淳子,光野正幸,木元豊,桂元嗣,平野千果子,小森謙一郎執筆 水声社 2016

### 翻訳
- ヴォルフガング・シュトレーゼマン『ベルリン・フィルハーモニー 栄光の軌跡』音楽之友社 1984
- プラシド・ドミンゴ『プラシド・ドミンゴ スター街道まっしぐら』秦由紀子共訳 音楽之友社 1985
- ベルント・W.ヴェスリンク『フルトヴェングラー 足跡-不滅の巨匠』音楽之友社 1986
- C.シュッデコプフ編『ナチズム下の女たち 第三帝国の日常生活』秦由紀子,石井栄子共訳 未来社 1987
- ウィーン国立劇場友の会編『ウィーン・オペラの名歌手 1』音楽之友社 1988
- ヘルムート・フリッツ『エロチックな反乱 フランチスカ・ツー・レーヴェントローの生涯』鈴木芳子共訳 筑摩書房 1989
- フレート・K.プリーベルク『巨匠フルトヴェングラー ナチ時代の音楽闘争』市原和子共訳 音楽之友社 1990
- バーン・ブーロー,ボニー・ブーロー『売春の社会史 古代オリエントから現代まで』岩倉桂子,家本清美共訳 筑摩書房 1991、ちくま学芸文庫 上下 1996
- エリーザベト・ベック=ゲルンスハイム『出生率はなぜ下ったか ドイツの場合』勁草書房 1992
- フランチスカ・ツー・レーヴェントロー『金銭コンプレックス』未知谷 1997

## 論文
- <香川檀